# 할리아르토스 전투
할리아르토스 전투(Battle of Haliartus)는 기원전 395년 스파르타와 테바이 사이에 벌어진 전투이다. 테바이가 스파르타의 사령관 리산드로스를 전사시키고 힐리아르토스를 점령하려는 스파르타군을 물리쳤다. 이 전투는 코린토스 전쟁의 시작을 알리는 전투였고, 기원전 387년까지 지속되었다.

## 배경
기원전 396년 또는 395년, 페르시아의 특사 사트라프 파르나바조스와 로도스의 티모크라테스는 그리스에 도착했다. 그곳에서 그는 그리스의 지도자격 도시 국가에 스파르타와 전쟁을 선포한다면, 자금 지원과 지원을 약속했다. 스파르타의 공격적이고, 안하무인격인 행동들이 동맹국들의 자존심을 상하게 했기 때문에, 많은 도시 국가들을 부추기기에 충분했고, 특히 테바이는 스파르타에 전쟁을 도발했다.
테바이는 즉각적이 침공보다는 간적접으로 전쟁을 유발하고자 했다. 그에 따라, 그들은 로크리스를 설득하여 스파르타의 동맹국인 포키스를 공격하게 했다. 테바이는 로크리스의 동맹으로 충돌을 지원해야 했고, 그리하여 지원을 시작했으며, 반면 포키시는 스파르타에 도움을 요청했다. 스파르타는 점점 반항적인 테바이를 손봐줄 좋은 기회라고 여기면서, 대 테바이 원정을 시작하기로 선택했다. 반면, 테바이는 아테나이로 특사를 보내 원조를 요청했고, 아테네와 보이오티아 사이에 항구적 동맹이 결론나게 되었다.

## 전투
그 원정에서 스파르타의 전술은 두 군대를 필요했고, 하나는 파우사니아스 왕이 이끄는 스파르타와 펠로폰네소스 동맹군으로 구성된 군대였고, 또 하나는 리산드로스가 이끄는 포키스 군과 다른 그리스 북서부 동맹군이 합동공격을 위해 할리아르토스에서 합류하는 것이었다. 그러나 파우사니아스는 펠로폰네소스까지 몇 일이 늦어졌고, 리산드로스는 파우사니아스가 몇 일 거리를 두고 할리아르토스에 도착했다.
파우사니아스를 기다린다는 것이 마뜩치 않았으므로, 리산드로스는 군대를 할리아르토스 성벽까지 진군시켰다. 도시를 함락시키려는 시도가 실패하자, 그는 성벽을 공격했다. 그러나 상당하 규모의 테바이 군이 근처에 위치하고 있었고, 이 부대는 리산드로스가 알지 못했던 병력이었던 것으로 추정된다. 이 부대는 도시를 구원하려 서둘러 달려갔다. 할리아르토스의 성벽 아래서 한창 전투가 벌어지고 있는 와중에 리산드로스의 군대는 완패를 당했고, 그 자신은 전사했다. 그러나 테바이 군대는 패주한 스파르타 군을 너무 멀까지 추격하였고, 거칠고, 가파른 지형까지 들어갔다. 패주하던 군인들은 방향을 전환하여 추격한 테바이 군에게 막대한 손실을 입히며 몰아내었다. 이러한 역전 상황이 테바이 군을 잠깐 당황하게 했지만, 다음 날 리산드로스의 군대는 해산했고, 분견대로 갈라져 고국으로 돌아갔다.

## 결과 및 영향
그 전투가 끝난 지 몇 일 뒤에, 파우사니아스가 할리아르토스에 군대를 이끌고 도착했다. 전투에서 사망한 리산드로스와 전사한 병력의 시신을 되찾기를 바라며, 그는 정전을 요구했고, 그가 보이오티아를 떠난다는 조건으로 테바이 군은 그의 요청을 받아들였다. 파우사니아스는 그 조건에 동의를 했고, 전사자들의 시체를 모아서 스타르타로 돌아갔다. 그가 돌아가자마자, 리산드로스의 파벌은 그가 늦게 도착했고, 도착하고서도 작전을 성공시키지 못한 책임을 물어서 그를 재판에 회부했다. 파우사니아스는 그가 유죄 판결을 받아 처형을 피할 수 없을 것임을 깨닫고 망명을 하게 된다. 리산드로스의 죽음과 파우사니아스의 망명으로 스파르타의 정계 삼인방 중 두 명이 제거되었으며, 아게실라오스 2세만이 남아서 스파르타의 정책을 몇 년동안 독재를 할 수 있는 시기가 오게 되었다.
할리아르토스 전투는 코린토스 전쟁의 서막이 되었고, 이 전쟁은 기원전 395년부터 397년까지 지속되었다.

## 참고 문헌
- Fine, John V.A. The Ancient Greeks: A critical history (하버드 대학교 출판부, 1983) ISBN 0-674-03314-0.
- 크세노폰 (1890s). 《Hellenica》. Trans. Henry Graham Dakyns – 위키문헌 경유.